# ستيوارت ويتاكر
ستيوارت ويتاكر (بالإنجليزية: Stuart Whittaker)‏ هو لاعب كرة قدم بريطاني في مركز الوسط، ولد في 2 يناير 1975 في ليفربول في المملكة المتحدة. لعب مع بولتون واندررز وماكليسفيلد تاون ونادي تشستر سيتي ونادي ساوثبورت ونادي ليفربول وويغان أتلتيك.